# Christolea
Christolea é um género botânico pertencente à família Brassicaceae.

## Espécies seleccionadas
| - Christolea afghanica (Rech.f.) Rech.f. - Christolea albiflora (T.Anderson) Jafri - Christolea baiogoinensis K.C.Kuan & An - Christolea borealis (Greene) Jafiri - Christolea crassifolia Cambess. - Christolea flabellata (Regel) N.Busch - Christolea himalayensis (Cambess.) Jafri - Christolea incana Ovczinn. - Christolea incisa O.E.Schulz - Christolea karakorumensis Y.H.Wu & C.H.An - Christolea kashgarica (Botsch.) C.H.An - Christolea lanuginosa (Hook.f. & Thomson) Jofri - Christolea linearis N.Busch - Christolea longmucoensis Y.H.Wu & C.H.An | - Christolea maidantalica (Popov & Baranov) N.Busch - Christolea mirabilis (Pamp.) Jafri - Christolea niyaensis C.H.An - Christolea pamirica Korsh. - Christolea parkeri (O.E.Schulz) Jafri - Christolea parryoides (Cham.) N.Busch - Christolea pinnatifida R.F.Huang - Christolea prolifera (Maxim.) Jafri - Christolea pumila (Kurz) Jafri - Christolea rosularis K.C.Kuan & An - Christolea scaposa Jofri - Christolea stewartii (T.Anderson) Jofri - Christolea suslovaeana Jafri - Christolea villosa (Maxim.) Jafri |